# Nodochila
Nodochila is een geslacht van weekdieren uit de klasse van de Gastropoda (slakken).

## Soort
- Nodochila pascua (Hertlein, 1962)